# コロカニ圏
コロカニ圏（コロカニけん、フランス語：Cercle de Kolokani）は、マリ共和国の地方行政区画でクリコロ州を構成する圏のひとつ。行政の中心地はコロカニにおかれる。下級単位のコミューンは10団体あり、2009年の統計で人口は233,919人を数える。

## コミューン
コロカニ圏には以下のコミューンがある。
- ディディエニ（fr:Didiéni）
- グイオヨ（fr:Guihoyo）
- コロカニ（fr:Kolokani）
- マッサントラ（fr:Massantola）
- ノンコン（fr:Nonkon）
- ノンッソンブーグー（fr:Nonssombougou）
- ウーオロド（fr:Ouolodo）
- サガバラ（fr:Sagabala）
- セベコロ 1（fr:Sébékoro 1）
- ティオリブーグー（fr:Tioribougou）